# Privilege Style
Privilege Style – hiszpańska czarterowa linia lotnicza z siedzibą w Palma de Mallorca. Specjalizuje się w lotach czarterowych na potrzeby biur podróży, drużyn sportowych, VIP oraz w formule ACMI (samolot, załoga, obsługa techniczna i ubezpieczenie).

## Flota
Według stanu na czerwiec 2025 flota Privilege Style składała się z 4 samolotów o średnim wieku 15,2 lat:
| Samolot         | Samolot | Samolot   | Liczba miejsc | Liczba miejsc | Liczba miejsc | Liczba miejsc | Uwagi |
| Model           | Aktywne | Zamówione | B             | P             | E             | Łącznie       | Uwagi |
| --------------- | ------- | --------- | ------------- | ------------- | ------------- | ------------- | ----- |
| Airbus A321-200 | 2       | –         | –             | –             | 230           | 180           |       |
| Airbus A330-200 | 1       | –         | 20            | –             | 255           | 275           |       |
| Boeing 777-200  | 1       | –         | 26            | 40            | 246           | 312           |       |
| Łącznie         | 4       | 0         |               |               |               |               |       |